# Financial Times Deutschland
Die Financial Times Deutschland (FTD) war eine börsentäglich erscheinende Wirtschaftszeitung und Schwesterblatt der Financial Times (FT) mit Hauptsitz in Hamburg, die sich im Besitz des Verlagshauses Gruner + Jahr (G+J) und somit indirekt im Mehrheitseigentum des Medienkonzerns Bertelsmann befand. Sie erreichte zuletzt eine verkaufte Auflage von 102.101 Exemplaren, darunter 46.284 Bordexemplare. Seit ihrer Gründung im Jahr 2000 erwirtschaftete die Zeitung durchgehend Verlust. Am 7. Dezember 2012 erschien die Zeitung zum letzten Mal, nachdem im November 2012 das Aus des Blattes angekündigt worden war.

## Zeitungsprofil
Die Financial Times Deutschland bestand aus vier Zeitungsbüchern: Unternehmen, Politik, Finanzen und Agenda (letzteres enthielt die Elemente Kommentar, Analyse, Sport, Kultur und „Out of Office“, eine Art bunte Seite). In der Freitagsausgabe kam ein fünftes Buch (Weekend) hinzu, das zwischenzeitlich in den Agenda-Teil integriert wurde. Dazu kamen über das Jahr verteilt etwa 100 Sonderbeilagen mit einem besonderen Schwerpunktthema (Finanz- oder Wirtschaftsthemen, Darstellung einer Wirtschaftsregion). Außerdem lagen der FTD monatlich das in vier Sprachen als Beilage der Wirtschaftszeitungen des Pearson-Verlag erscheinende IT-Magazin Connectis (bis 2002) bei, die Existenzgründerzeitschrift Enable sowie das Luxusmagazin How to spend it.
Äußerlich unterschied sich die FTD von anderen deutschen Blättern, da sie auf lachsfarbenem Papier gedruckt wurde, dessen Farbton einen Hauch dunkler ausfiel als die ebenfalls lachsfarbene britische Financial Times. Die ungewöhnliche Papierfarbe hatte deren Verleger im Jahr 1893 eingeführt, um die Zeitung von konkurrierenden Blättern abzuheben.
Seit Anfang 2001 war die FTD überregionales Pflichtblatt der acht deutschen Wertpapierbörsen und ein anerkanntes Veröffentlichungsorgan für die gesetzlich vorgeschriebenen Pflichtmitteilungen börsennotierter Unternehmen.

## Geschichte
Die erste Ausgabe der Financial Times Deutschland erschien am 21. Februar 2000 unter der Aufsicht des britischen Gründungschefredakteurs Andrew Gowers und unter Geschäftsführung von Michael Rzesnitzek. Im Oktober 2001 wechselte Andrew Gowers an die Spitze der Financial Times (FT) in London, worauf ihm Christoph Keese und Wolfgang Münchau als Chefredakteure folgten. Münchau wechselte im Sommer 2003 als Kolumnist zur FT nach London. Die FTD sorgte im September 2002 für Aufsehen und Kritik, als sie – wie in der angelsächsischen Presse üblich – vor der Bundestagswahl 2002 eine Wahlempfehlung aussprach: Sie empfahl, die CDU zu wählen. Sie brach damit ein in der deutschen Nachkriegs-Presselandschaft bis dahin unangetastetes Tabu. Auch im September 2005 sprach sie eine Wahlempfehlung aus, diesmal zugunsten der FDP.
Im Mai 2004 wechselte Keese als neuer Chefredakteur zur Welt am Sonntag; sein Nachfolger wurde am 1. August 2004 Steffen Klusmann. Ab 1. Februar 2003 erhielten ICE-Reisende in der ersten Klasse mit der FTD-Kompakt eine kostenlose Tageszeitung. Das zwölfseitige Blatt wurde in einer Auflage von 8.000 Exemplaren gedruckt und morgens an zwölf Bahnhöfen an 130 ICE-Züge geliefert. 2005 wechselte der Gründungsgeschäftsführer Michael Rzesnitzek zum britischen Mutterverlag. Ein Jahr später erreichte die Zeitung erstmals eine verkaufte Tagesauflage von über 100.000 Exemplaren.
Am 1. März 2007 wurde Christoph Rüth alleiniger Geschäftsführer der Financial Times Deutschland (FTD). Zuvor teilte er sich den Posten mit Christoph Weger, der zum 1. März 2007 zum Geschäftsführer der New Media Ventures GmbH, einer Gruner + Jahr-Tochter, berufen wurde.
Bis 2008 war die FTD ein Gemeinschaftsunternehmen des Verlags Gruner + Jahr und der britischen Pearson Publishing Group (Financial Times). Zum 1. Januar 2008 übernahm Gruner + Jahr die 50 Prozent FTD-Anteile der Pearson Publishing Group und wurde damit Alleineigentümer. Die Zeitung wurde den Gruner + Jahr Wirtschaftsmedien zugeschlagen, zu der noch die Magazine Capital, Börse Online und Impulse gehörten.
Im November 2008 entschied Gruner + Jahr, die Redaktionen der vier Wirtschaftstitel zusammenzulegen. Es wurde ein Chefredakteurskollegium unter Leitung von FTD-Chefredakteur Steffen Klusmann eingerichtet. Wenige Monate später wurde der Wechsel von Geschäftsführer Christoph Rüth zur Axel Springer AG bekanntgegeben. Geschäftsführerin der Gruner + Jahr Wirtschaftsmedien wurde Ingrid M. Haas. Bei der Europawahl in Deutschland 2009 gab die FTD eine Wahlempfehlung für Bündnis 90/Die Grünen heraus. Für die Bundestagswahl im gleichen Jahr empfahl sie die Union, als Wunschkoalition wurde Schwarz-Grün genannt. Der Onlineauftritt wurde im September 2009 überarbeitet.
Am 23. November 2012 gab der Vorstand des Verlags Gruner + Jahr bekannt, die Zeitung aus wirtschaftlichen Gründen einzustellen. Die letzte Ausgabe des Blattes erschien am 7. Dezember 2012. Mehr als 300 Mitarbeiter verloren ihren Arbeitsplatz. Die Homepage www.ftd.de war bis Oktober 2013 aufrufbar und zeigte Inhalte aus der Abschiedsausgabe der Zeitung. Mit dem Abschalten der Homepage wurde auch das Online-Archiv abgeschaltet. Die Financial Times Deutschland machte 2012 angeblich einen Verlust von etwa 10 Millionen Euro und seit 2000 einen Verlust von insgesamt mehr als 250 Millionen Euro.

### Auflage: verbreitete Exemplare
Die verbreitete Auflage, die Zahl aller durchschnittlich pro Ausgabe abgesetzten Exemplare (Kioskverkäufe, Abonnements, Bordexemplare und andere verschenkte Exemplare) stieg von knapp 67.000 im dritten Quartal 2000 auf mehr als 100.000 im Jahr 2004 und blieb anschließend auf diesem Niveau.
Zwar blieb die verbreitete Auflage bis zuletzt über der 100.000er-Marke, die Zahl der Exemplare, für die der Verlag (über Abonnements oder Einzelverkäufe) Geld bekam, nahm allerdings ab. Umgekehrt stieg die Zahl der verschenkten Bordexemplare von rund 20.000 Stück im Jahr 2004 auf 46.000 im dritten Quartal 2012.

### Auflage: Abonnements
Abonnements bedeuten, anders als Bordexemplare, für den Verlag Vertriebseinnahmen. Die Zahl der im Abonnement durchschnittlich pro Ausgabe verkauften Exemplare erreichte im Jahr 2004 die 60.000er-Marke, nahm dann aber bis zum dritten Quartal 2012 wieder auf 41.629 Exemplare ab.
Die abnehmende Zahl der Abos illustriert den abnehmenden wirtschaftlichen Erfolg der FTD.

## Verleger und Eigentümer
Die FTD wurde von der G+J Wirtschaftsmedien GmbH & Co. KG publiziert. Diese Gesellschaft befindet sich zu 100 Prozent im Eigentum von Gruner + Jahr. Der Verlag wiederum gehörte bis Oktober 2014 zu 74,9 Prozent Bertelsmann und zu 25,1 Prozent den Nachkommen von John Jahr, die damit bei wichtigen Entscheidungen eine Sperrminorität besaßen. Am 6. Oktober 2014 gab Bertelsmann die vollständige Übernahme von Gruner + Jahr zum 1. November 2014 bekannt.

## Spezialausgaben

### Financial Crimes Deutschland
Bis 2010 erschienen in einem anderen Verlag einige Ausgaben, die dem FTD-Original äußerlich sehr ähnlich waren (Layout, Papierfarbe), aber statt Times das Wort Crimes im Titel führten. Dazu gab es auch Online-Ausgaben. Unter den Mitarbeitern, die einen wirtschafts- und finanzpolitisch ganz anderen Kurs verfolgten, waren Namen wie Daniela Dahn, Sven Giegold, Ulrike Herrmann, Heribert Prantl, Werner Rügemer und Georg Schramm. Herausgeber waren der Attac Trägerverein e. V. bzw. das Attac-Bundesbüro in Frankfurt am Main.

### FTD 17:00 Uhr
Vom 4. Oktober 2005 bis zum 22. Juni 2012 erschien FTD 17:00 Uhr, eine komprimierte vierseitige Nachmittagsausgabe für alle Abonnenten.

### ICE-Ausgabe "FTD-Kompakt"
Ab 1. Februar 2003 erhielten ICE-Reisende in der ersten Klasse mit der FTD-Kompakt eine kostenlose Tageszeitung. Das zwölfseitige Blatt wurde in einer Auflage von 8.000 Exemplaren gedruckt und morgens an zwölf Bahnhöfen an 130 ICE-Züge geliefert.

## Dokumentation
- FTD: Der Tod einer Zeitung. NDR vom 12. Dezember 2012 auf YouTube, 1. Mai 2020 (deutsch; Laufzeit: 28 min 40 s).